# John Ballance
John Ballance (27 de marzo de 1839-27 de abril de 1893) fue un político neozelandés, primer ministro de Nueva Zelanda en 1891-1893. El hijo mayor Samuel Ballance y Mary McNiece. Ballance nació en Glenavy, Irlanda. En 1866 Ballance y su esposa emigraron a Nueva Zelanda con la intención de iniciar en negocios allí como un pequeño joyero. Sin embargo, después de asentarse en Wanganui, tomó la oportunidad de que pronto se presentó a un ejemplar de un diario, el Wanganui Herald.